# Michael Rohrwasser
Michael Rohrwasser (* 29. September 1949 in Freiburg im Breisgau) ist ein deutscher Literaturwissenschaftler und -kritiker. Er ist emeritierter Professor für Neuere Deutsche Literatur am Institut für Germanistik der Universität Wien.

## Leben
Nach dem Abitur und abgeleisteten Wehrdienst studierte Michael Rohrwasser von 1970 bis 1975 Germanistik und Politikwissenschaft an der Albert-Ludwigs-Universität Freiburg. 1979 wurde er zum Dr. phil. promoviert. Von 1980 bis 1983 arbeitete er als Lehrer und wurde im Anschluss wissenschaftlicher Mitarbeiter bzw. Assistent an der Freien Universität Berlin. 1989 habilitierte er sich und wurde Gastprofessor an der Universität Hamburg und der Stanford University in Kalifornien. 1991 folgten Gastprofessuren an der Johannes Gutenberg-Universität Mainz, der Albert-Ludwigs-Universität Freiburg, der Universität Wien und der Universität Warschau. Ab 1996  lehrte er an der Universität Oppeln und wurde außerplanmäßiger Professor an der FU Berlin. 2000 erhielt er Gastprofessuren an die Universität Duisburg-Essen und war Kade-Distinguished Visiting Professor an der Ohio State University. 2005 wurde er Professor für Neuere Deutsche Literatur am Institut für Germanistik der Universität Wien. 

## Mitgliedschaft
- PEN-Zentrum Deutschland

## Veröffentlichungen (Auswahl)

### Monografien
- Saubere Mädel, starke Genossen. Proletarische Massenliteratur? (= Untersuchungen & Materialien, Band 9). Verlag Roter Stern, Frankfurt am Main 1975, ISBN 3-87877-063-4.
- Der Weg nach oben. Johannes R. Becher, Politiken des Schreibens. Zugleich Dissertation, Universität Freiburg, 1975. Stroemfeld Verlag, Basel 1980, ISBN 3-87877-136-3.
- Der Stalinismus und die Renegaten. Die Literatur der Exkommunisten. Metzler, Stuttgart 1991, ISBN 3-476-00765-0.
- Coppelius, Cagliostro und Napoleon. Der verborgene politische Blick E. T. A. Hoffmanns. Ein Essay. Stroemfeld Verlag, Basel 1991, ISBN 3-87877-379-X.
- Freuds Lektüren. Von Arthur Conan Doyle bis zu Arthur Schnitzler. Psychosozial-Verlag, Gießen 2005, ISBN 3-89806-094-2.

### Herausgeberschaft
- Gustav Regler: Wasser, Brot und blaue Bohnen. Im Kreuzfeuer. (= Gustav-Regler-Werkausgabe, Band 2). Stroemfeld, Basel / Frankfurt 1994, ISBN 978-3-87877-426-6.